# 5991 Ivavladis
Az 5991 Ivavladis (ideiglenes jelöléssel 1979 HE3) a Naprendszer kisbolygóövében található aszteroida. Nyikolaj Sztyepanovics Csernih fedezte fel 1979. április 25-én.